# Eupithecia pseudolariciata
Eupithecia pseudolariciata là một loài bướm đêm trong họ Geometridae.